# Placa cimeriana

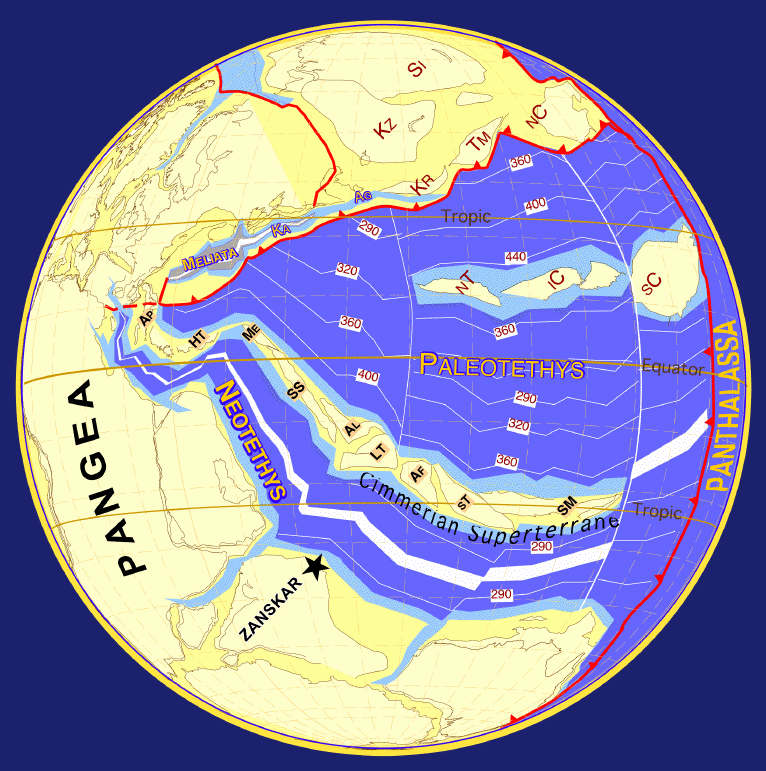
Distribuição dos continentes há 249 milhões de anos no limite Pérmico-Triássico. O alargado continente de Cimmeria despega-se de Pangeia e começa a deslocar-se para norte

Cimmeria é um antigo continente que antes de separar-se fazia parte do supercontinente Pangeia. Hoje é uma placa tectónica que compreende partes dos actuais territórios da Turquia, Irão, Afeganistão, Tibete e das regiões da Indochina e da península da Malásia.

## Geografia geológica
Pangeia era um supercontinente com forma de "C" com "abertura" a leste e dentro do "C" estava o Oceano Paleotétis. Dois microcontinentes, que formavam parte da actual China, radicavam-se no nordeste à volta do Oceano Paleo-Tetis. Há cerca de 300 milhões de anos, iniciou-se uma deslocação no leste que separou um delgado arco da parte interior do braço sul de Pangeia. O novo micro-continente, que se denomina Cimmeria, incluía o que é actual Austrália, a Antártida, o subcontinente indiano e a África-Arábia. Atrás deste novo microcontinente começou a formar-se um novo oceano, dito Mar de Tétis. Conforme o mar de Tétis se foi ampliando, a Cimmeria foi deslocando-se para norte para a Laurásia e o Oceano Paleo-Tetis foi diminuindo.

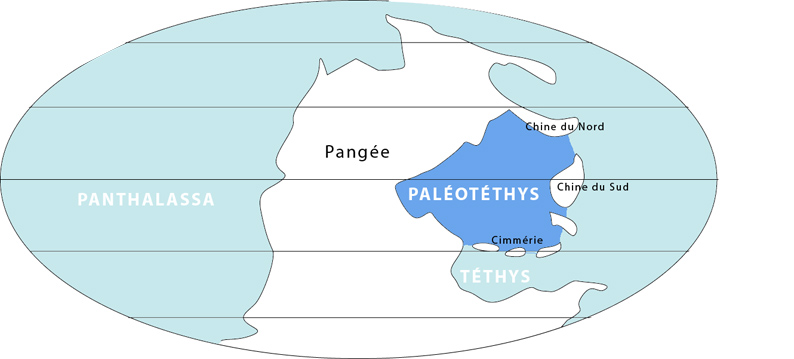
Distribuição dos continentes há 280 milhões de anos, durante o Pérmico. O continente de Cimmeria deslocava-se para o norte substituindo o Oceano Paleotétis pelo Mar de Tétis

Conforme a Cimmeria se deslocava para norte, o Oceano Paleo-Tetis era subduzido sob a Laurásia e Cimmeria, até que esta finalmente colidiu com a Laurásia, primeiro no seu extremo ocidental. Há 220 milhões de anos Paleo-Tetis começou a desaparecer de todo, fechando-se de oeste a leste. A colisão dos continentes fez erigir montanhas ao largo da sutura, no que se denomina a orogenia cimmeria. No seu extremo oriental, a Cimmeria colidiu com os microcontinentes que hoje formam a China há cerca de 200 milhões de anos e a orogenia cimmeria estendeu-se ao longo de toda a fronteira norte da placa. A maioria do Oceano Paleo-Tetis desapareceu há 150 milhões de anos. Quando o limite norte da placa da China colidiu com o leste da Laurásia içaram-se novas montanhas. Depois de a Cimmeria colidir com a Laurásia há cerca de 200 milhões de anos (Jurássico Inferior), a fossa oceânica formada a sul de Cimmeria começou a subducção do Oceano Tetis e criaram-se arcos insulares e novas cadeias montanhosas na zona.

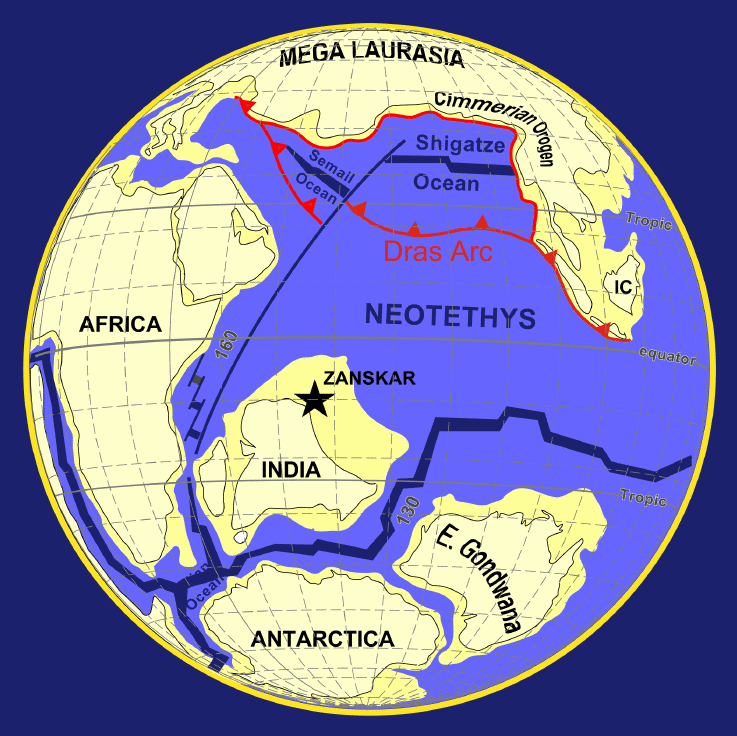
Cimmeria choca com a Laurásia há cerca de 200-190 milhões de anos. A sua colisão içou montanhas e a fossa oceânica Tetis há cerca de 100 milhões de anos (Cretácico Médio)

A fossa oceânica Tetis eventualmente foi-se estendendo para oeste para dividir Pangeia em dois, e o crescente Oceano Atlântico separa o norte de Pangeia e o supercontinente Laurásia, do sul, do supercontinente Gondwana. Há cerca de 150 milhões de anos, Gondwana também começou a fragmentar-se. Os continentes de África e Índia-Arábia começaram a deriva para norte para a Laurásia, incluindo a Cimmeria, agora a costa sul. África-Arábia e o subcontinente indiano finalmente colidiram com a Ásia há uns 30 milhões de anos, reunindo a Cimmeria com os seus antigos "vizinhos" de Gondwana e juntando o antigo continente para formar os Alpes, o Cáucaso, os Montes Zagros, o Indocuche e o Himalaia, na denominada orogenia alpina.